# Tonight tv

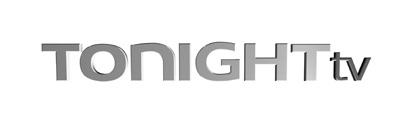
Tonight tv Logo

Tonight tv, vormals 2night.tv, war eine Society- und Lifestyle-Sendung auf ProSieben Austria sowie auf Sat.1 Österreich, den Österreich-Versionen der beiden deutschen Privatsender. Die Fernsehsendung wurde samstags und sonntags im Anschluss an die AustriaNews in ProSieben um 18:00 Uhr und in Sat.1 um 18:30 Uhr ausgestrahlt.
Die Sendung wurde von Sabine Mord moderiert, als Vertretung übernahm Café-Puls-Moderator Norbert Oberhauser diese Aufgabe. Tonight tv wurde im Auftrag von ProSieben Austria vom österreichischen Sender PULS4 produziert.
Im Rahmen des Relaunch der ProSieben AustriaNews bekam auch Tonight TV ein neues On-Air-Design, welches Gold bei Promax/BDA gewann. Später wurde Tonight tv zu PINK! umorganisiert.